# Nova Era da Stronda
Nova Era da Stronda (ou A Nova Era) é o primeiro álbum de estúdio do grupo musical Bonde da Stronda, lançado em 9 de Agosto de 2009 pela gravadora Galerão Records. O álbum contem 20 faixas, contando com a regravação de alguns antigos sucessos da dupla como "Nossa Química", "XXT", "Garota Diferente", entre outros. "Nova Era da Stronda" traz dois clipes do grupo, com as canções "Playsson Raiz" e "Mansão Thug Stronda".

## Fundo
Após o lançamento de seu álbum independente, Stronda Style, em 2008, Bonde da Stronda assinou com a gravadora Galerão Records. Em 2009 iniciaram as gravações de seu primeiro álbum de estúdio que foi logo intitulado Nova Era da Stronda. O álbum foi lançado oficialmente no dia 9 de Agosto de 2009 no formato virtual. O álbum traz novas músicas e regravações de alguns antigos sucessos da dupla, onde eles contam mais a fase de sua adolescência. Nova Era da Stronda conta com a participação de Mr. Catra na música "Mansão Thug Stronda", a participação ocorreu enquanto Bonde da Stronda estava já gravando o álbum e Mr. Catra chegou ao estúdio, e apenas pediu para mudar o refrão dando seu toque de funk a música, misturado com o hip hop da dupla. Também traz a de "Taty Kiss" em "Belo Par" e da banda "Diwali" em "Quando você menos Esperar", suas músicas agora lançadas com bases próprias fazendo um trabalho mais profissional.

## Faixas
As faixas do álbum convém de 19  músicas e uma faixa de introdução.[carece de fontes?] Possui uma faixa bônus que é uma versão funk da canção "Nossa Química". As canções foram escritas por Mr. Thug com participação de Léo Stronda.
| N.º            | Título                                      | Duração |  |
| 1.             | "Intro"                                     | 1:18    |  |
| 2.             | "XXT"                                       | 3:17    |  |
| 3.             | "Playsson Raiz"                             | 3:36    |  |
| 4.             | "Nossa Química"                             | 4:18    |  |
| 5.             | "Garota Diferente"                          | 3:11    |  |
| 6.             | "Mar Playsson"                              | 3:02    |  |
| 7.             | "Nova Era da Stronda"                       | 4:03    |  |
| 8.             | "Do Jeito que eu Quero"                     | 3:37    |  |
| 9.             | "O Ciclo"                                   | 3:40    |  |
| 10.            | "Belo Par (part. Tathi Kiss)"               | 3:58    |  |
| 11.            | "Romance (part. Davi Vianna)"               | 3:02    |  |
| 12.            | "Pra Ouvir No Seu Carro"                    | 4:44    |  |
| 13.            | "Eu Não sei Dizer"                          | 2:46    |  |
| 14.            | "Surf Girl"                                 | 4:10    |  |
| 15.            | "Noite Insana"                              | 5:11    |  |
| 16.            | "Só Pros Verdadeiros"                       | 5:03    |  |
| 17.            | "Quando Você Menos Esperar (part. Diwali)"  | 5:03    |  |
| 18.            | "Mansão Thug Stronda (part. Mr. Catra)"     | 6:09    |  |
| 19.            | "Come to The Floor (part. Charlie Jackson)" | 4:13    |  |
| 20.            | "Nossa Química (Versão Funk)"               | 4:44    |  |
| Duração total: | Duração total:                              | 1:17:37 |  |

| Faixa bónus outros Países |                              |         |  |
| N.º                       | Título                       | Duração |  |
| 1.                        | "Você é Um Vicio (part. DH)" | 3:22    |  |
| Duração total:            | Duração total:               | 1:20:59 |  |

## Videoclipes
Foram feito dois videoclipes de canções do álbum Nova Era da Stronda, ambos produzidos pela Galerão Filmes. O primeiro clipe do álbum foi lançado com a faixa "Playsson Raiz" em 11 de abril de 2010 sendo dirigido por Ralph Richter. O Segundo clipe lançado foi com a faixa "Mansão Thug Stronda", música que conta com a participação de Mr. Catra, o clipe foi dirigido por Ralph Richter e Tiago Cortezi. Mansão Thug Stronda teve sua data de estreia em 18 de setembro de 2010 e é clipe mais popular do grupo, passando de 30 milhões de acessos no YouTube.
| Ano  | Single              | Informações |
| ---- | ------------------- | --- |
| 2010 | Playsson Raiz       | - Lançamento: 11 de abril de 2010 - Produção: Galerão Filmes - Direção: Ralph Richter                                              |
| 2010 | Mansão Thug Stronda | - Lançamento: 18 de setembro de 2010 - Participação: Mr. Catra - Produção: Galerão Filmes - Direção: Ralph Richter e Tiago Cortezi |

## Créditos

### Músicas
| Bonde da Stronda - Mr. Thug – Vocal, composição geral - Léo Stronda – Vocal, composição | Músicos adicionais e participações - Davi Vianna – Vocal, composição em Romance - Taty Kiss – Vocal em Belo Par - Viviane Balbino – Voz ínterprete em Surf Girl - Diwali – Vocal, composição em Quando Você Menos Esperar - Mr.Catra – Vocal em Mansão Thug Stronda - Charlie Jackson – Vocal em Come To The Floor |

### Produção
- Dennis Dj
- Victor Junior

## Histórico de lançamento
| Região         | Data                    | Gravadora       | Formato              | Catálogo   | Ref    |
| -------------- | ----------------------- | --------------- | -------------------- | ---------- | ------ |
| Brasil         | 9 de Agosto de 2009     | Galerão Records | CD, Download digital | "-"        | [ 1 ]  |
| Estados Unidos | 1 de novembro de 2012   | Galerão Records | CD, Download digital | B00DVV3H64 | [ 8 ]  |
| México         | 1 de novembro de 2012   | Galerão Records | CD, Download digital | "-"        | [ 9 ]  |
| União Europeia | 10 de fevereiro de 2013 | Galerão Records | CD, Download digital | B00C3E1NFM | [ 10 ] |
| Japão          | 10 de fevereiro de 2013 | Galerão Records | CD, Download digital | B00C2CYKNW | [ 11 ] |
| Espanha        | 10 de fevereiro de 2013 | Galerão Records | CD, Download digital | B00C2DOFGI | [ 12 ] |
| Alemanha       | 10 de fevereiro de 2013 | Galerão Records | CD, Download digital | B00C3FVID8 | [ 13 ] |
| Itália         | 10 de fevereiro de 2013 | Galerão Records | CD, Download digital | B00C2I0PGM | [ 14 ] |